# Biały honor, biała duma
Biały honor, biała duma – album polskiego zespołu RAC Konkwista 88, wydany w 1996 roku przez Hard Records. Zawiera stare piosenki zespołu nagrane w nowej aranżacji. W 2012 roku nakładem Patriot RCD ukazało się wznowienie nagrań.
Utwór tytułowy, a także piosenki "Niezwyciężeni", "Sprawiedliwość" i "Wolność" w oryginale ukazały się w 1990 roku na kasecie demo pt. Konkwista 88 wydanej przez sam zespół.

## Lista utworów
Opracowano na podstawie materiału źródłowego.
1. "Konkwista"
2. "Nie cofniemy się"
3. "KKK"
4. "Wolność"
5. "Niezwyciężeni"
6. "Sobotni wieczór w mieście"
7. "Samotny jeździec"
8. "Hail victory" (cover Skrewdriver)
9. "Walcz biały wojowniku"
10. "Sprawiedliwość"
11. "My kibice"
12. "Jedna ojczyzna"
13. "Biały honor, biała duma